# Iván Vargas Blanco
Iván Vargas Blanco (nacido el 24 de marzo de 1973 en Alajuela, Costa Rica) es un físico costarricense especializado en física de plasmas y fusión nuclear quien se desempeña como profesor e investigador en el Instituto Tecnológico de Costa Rica (TEC). Es el coordinador del Laboratorio de Plasmas para Energía de Fusión y Aplicaciones desde que lo fundó en 2011. El 11 de agosto del 2016 la Asamblea Legislativa de la República de Costa Rica le rindió un reconocimiento por haber liderado el diseño, construcción e implementación del primer dispositivo de confinamiento magnético de plasma de alta temperatura de tipo Stellarator en Latinoamérica, hecho que convirtió a Costa Rica en uno de los ocho países en el mundo en tener esta tecnología para investigación en fusión nuclear. También es un impulsor en su país de la investigación en plasmas para su uso en medicina, agricultura e industria.
El 30 de noviembre de 2016 el Gobierno de Costa Rica le entregó el Premio Nacional de Ciencia y de Tecnología Clodomiro Picado Twight. Ese mismo año el periódico La Nación de Costa Rica lo eligió como uno de los “Personajes Noticiosos del Año”, que se publicó el 4 de diciembre de 2016 en la Revista Dominical.
El 4 de junio de 2018, el director general del Organismo Internacional de Energía Atómica (OIEA), Yukiya Amano, lo nombró miembro del Consejo Internacional de Investigación en Fusión (IFRC por sus siglas en inglés), para trabajar activamente en el desarrollo de la cooperación internacional en investigación de la fusión nuclear controlada y sus aplicaciones, así como asesorar a la OIEA sobre las actividades del programa de investigación y tecnología de fusión nuclear. En octubre de 2018, la Promotora del Comercio Exterior de Costa Rica (Procomer) lo eligió como uno de los embajadores de la Marca País “Esencial Costa Rica”.

## Primeros años y educación
Vargas es el segundo de cinco hijos, nació en el Cantón Central de Alajuela en Costa Rica, pero vivió su infancia y adolescencia en Concepción de la Palmera en San Carlos de Alajuela. Su madre, Susana Blanco Solís, es ama de casa y se ocupó hasta 2018 de un restaurante familiar. Su padre, Víctor Manuel Vargas Rodríguez, fue agricultor y se ocupó de una lechería familiar por muchos años, aunque luego se dedicó al negocio familiar de restaurante. Vargas estudió en la Escuela de Concepción de la Palmera (1980-1985), que a inicios de los años ochenta era una escuela unidocente. Vargas recuerda que «hubo un año donde éramos solo diez estudiantes toda la escuela». Desde niño Vargas tenía un gran interés por las ciencias; durante su infancia dedicaba gran cantidad de horas después de la escuela para estudiar los únicos tres libros de ciencias disponibles allí. Fue el libro titulado “Lo que queremos saber de la Técnica” lo que lo llevó a conocer y amar el mundo de los cohetes y la fusión nuclear. Siendo un niño planteaba sus ideas sobre física de partículas y fusión nuclear donde él recuerda:

Llenaba un cuaderno con mis preguntas y dejaba un espacio para luego regresar a tratar de darle respuesta. Me preguntaba: ¿qué pasa cuando un protón choca con un neutrón u otro protón? Llegué a hacer bosquejos de un cohete de propulsión por fusión nuclear que iba a construir y mandar al espacio, según yo.
Iván Vargas Blanco

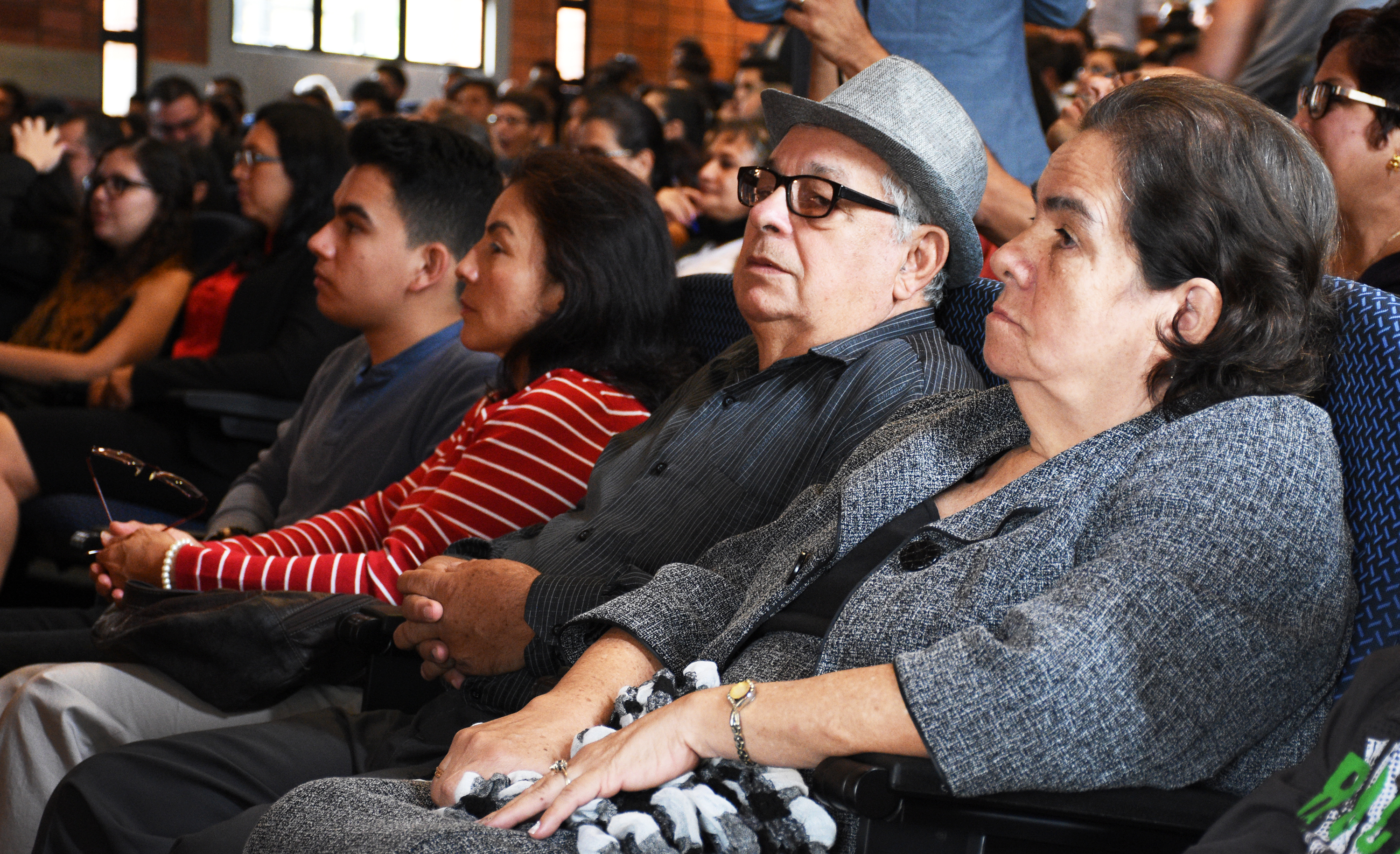
Padre y madre de Vargas durante el evento de la primera descarga de plasma del SCR-1 el 29 de junio de 2016. Foto Ruth Garita, OCM-TEC.

Desde niño e iniciando su adolescencia dedicaba su tiempo libre a realizar experimentos en la lechería de su padre

Llegué a tener un laboratorio completamente casero pues no podía comprarlo. Estaba hecho de frascos de veterinaria que tenía mi padre en la lechería; me hice un microscopio con un lente de topógrafo y una centrifugadora con un motor de juguete.Todo mi laboratorio de química era de utensilios y productos que tenía mi padre en la lechería.Pasaba haciendo experimentos todos los días, al punto de que un día casi quema la lechería de mi papá.
Iván Vargas Blanco

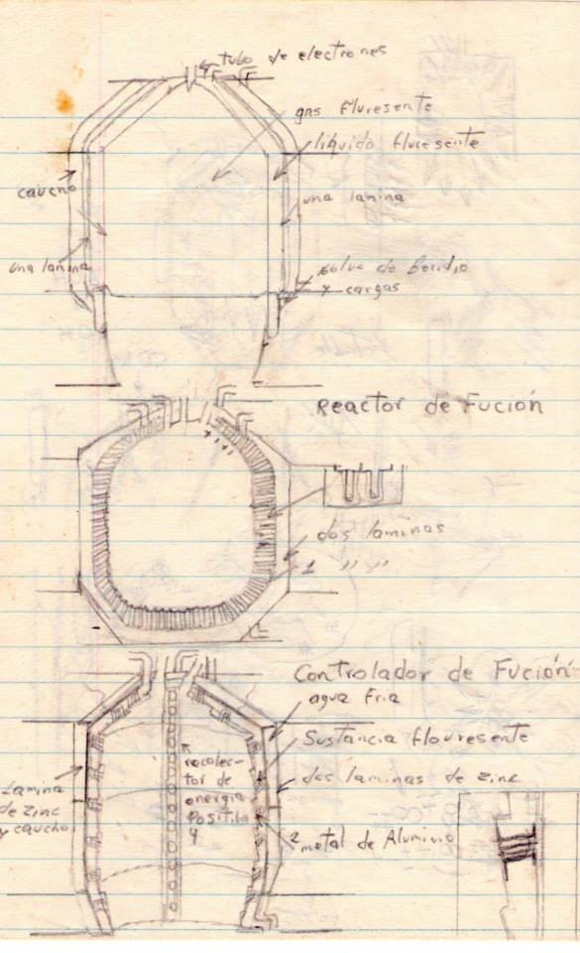
Bosquejos de un cohete de propulsión por fusión nuclear de Iván Vargas cuando era niño.

Los estudios de secundaria los realizó en el Colegio Técnico Profesional Agropecuario de Aguas Zarcas en San Carlos de Alajuela, Costa Rica. Caminaba tres kilómetros para tomar un camión que tardaba una hora para llegar al Colegio. Allí fundó un club científico y participó en las Ferias Nacionales de Ciencia y Tecnología en Costa Rica, llegando a obtener el primer lugar a nivel nacional en 1989 entre otros premios. Su proyecto obtuvo una puntuación perfecta.
Ingresó a la carrera de Física en la Universidad de Costa Rica en 1991. Un año después se cambiaría a la carrera de Ingeniería Eléctrica, influenciado por la idea de que siendo físico no podría ganarse la vida. Su pasión por esta ciencia básica hizo que regresara de nuevo a la carrera de física en su tercer año de universidad, no sin antes su padre decirle que ya no podría financiar más sus estudios universitarios debido a las limitaciones económicas de la familia. Esto lo llevó a estudiar y trabajar impartiendo clases de matemática en academias de bachillerato por madurez y de tercer ciclo para financiar su carrera. Concluyó sus estudios de Física en la Universidad de Costa Rica en el 2000.

Don Víctor también recordó una sugerencia que alguna vez le hizo a su hijo: “Iván, ¿por qué estudiás eso tan difícil? Yo no le veo mercado”. Y su retoño le respondió: “Papi, hay que morir haciendo lo que a uno le gusta”.
Periodista Andrea Solano. 
Diario La Nación

En el 2001, ingresa como profesor en el Tecnológico de Costa Rica y, en el 2002, obtiene una beca por dos años para realizar estudios doctorales en el Instituto de Acústica del Consejo Superior de Investigaciones Científicas y la Universidad Complutense de Madrid en España. Al segundo año de estudios en España decide solicitar el cambio al Programa de doctorado en Plasmas y Fusión Nuclear de la Universidad Complutense de Madrid e ingresa al Centro de Investigaciones Energéticas, Medioambientales y Tecnológicas donde se encuentra el Laboratorio Nacional de Fusión para realizar allí su proyecto de tesis doctoral. Tan solo un año después su beca finaliza, lo que lo obliga de nuevo a trabajar para finalizar sus estudios, su perseverancia y coraje lo llevaron a no renunciar a sus sueños y un año después aplica a una beca del Ministerio de Educación de España mediante la cual termina sus estudios doctorales el 26 de junio de 2008.

Las cosas que se obtienen fácil, se valoran poco. Como a mí me costó tanto valoro mucho lo que he logrado a lo largo de mi vida.
Iván Vargas Blanco

## Carrera

### Investigación
Vargas recibió su doctorado en Plasmas y Fusión Nuclear de la Universidad Complutense de Madrid en España en 2008. Su tesis de doctorado titulada “Transporte local en plasmas ECRH de un dispositivo Heliac de confinamiento magnético” la realiza en el Centro de Investigaciones Energéticas, Medioambientales y Tecnológicas donde se encuentra el Laboratorio Nacional de Fusión en España. 
En ella presenta los resultados de caracterización del transporte térmico en plasmas del Stellarator español TJ-II y su dependencia con la densidad, la transformada rotacional y la potencia de calentamiento. Adicionalmente, muestra resultados del estudio del transporte de partículas en este dispositivo y su dependencia con la densidad. Su trabajo representa una de las primeras evidencias científicas de la influencia y mejora del confinamiento térmico debido a las superficies racionales en dispositivos de tipo Stellarator.
Durante sus estudios doctorales, participó de otras actividades científicas como la calibración y mantenimiento del diagnóstico de emisión ciclotrónica electrónica para la medición de la temperatura del plasma y actividades dentro del grupo de calentamiento por resonancia ciclotrónica electrónica del Stellarator TJ-II. 
Previo a su regreso a Costa Rica, logra que el CIEMAT y el Tecnológico de Costa Rica firmen un convenio de colaboración para potenciar la investigación en plasmas de fusión nuclear entre ambas instituciones. Esto le permite en el 2009 continuar en Costa Rica realizando investigación en el campo de fusión nuclear. Desde su regreso a su país sueña con crear un laboratorio y construir un Stellarator.

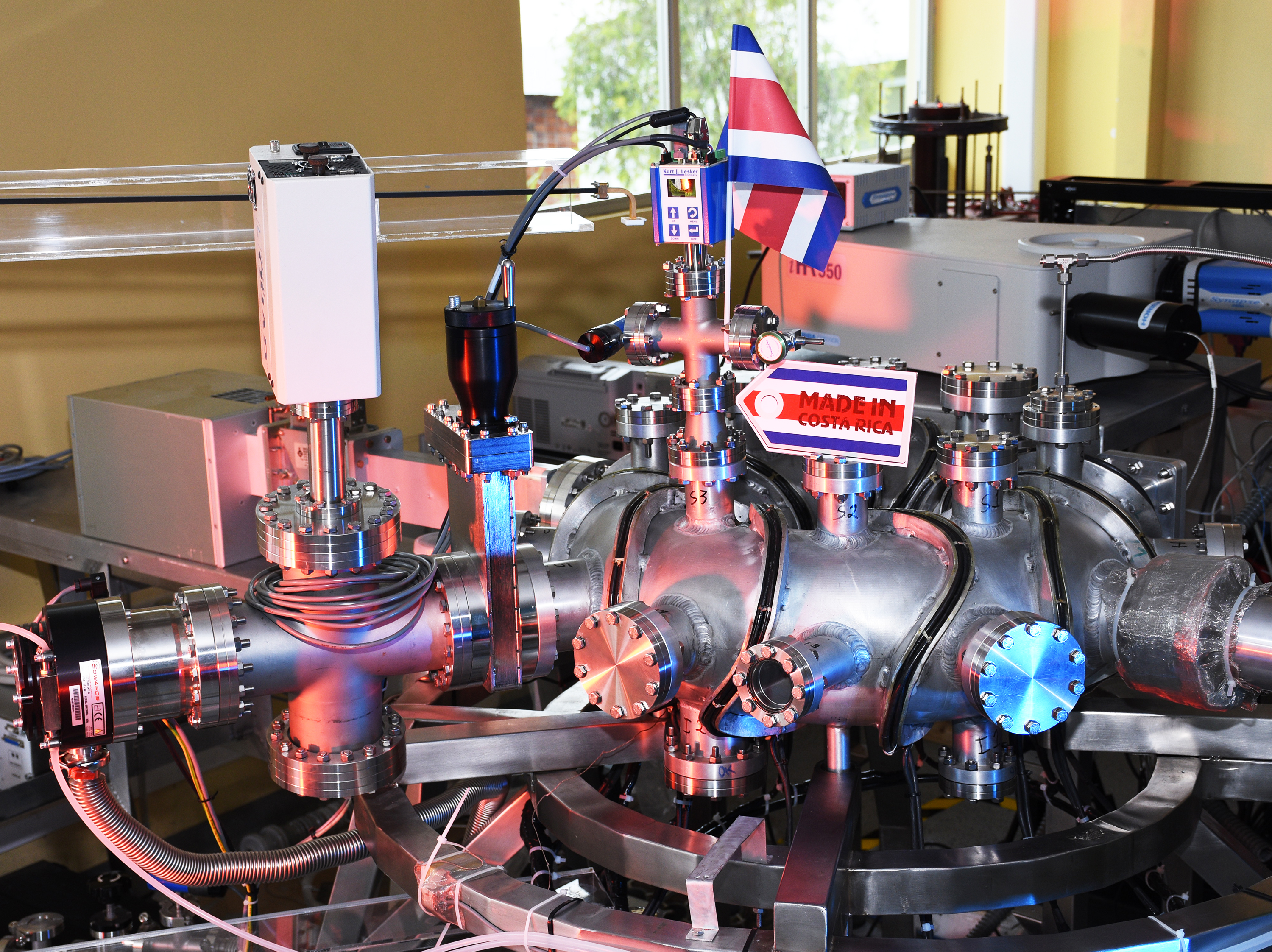
Stellarator de Costa Rica 1 (SCR-1). Foto Ruth Garita, OCM-TEC.

En setiembre de 2008, funda el Grupo de Plasmas y sus Aplicaciones en el TEC e inicia la compra y adquisición de equipo científico. En 2009, inicia con un grupo de estudiantes entusiastas el proyecto Stellarator de Costa Rica 1 (SCR-1) que buscaba construir el primer dispositivo de este tipo en Latinoamérica. Desde la creación del Laboratorio de Plasmas para Energía de Fusión y Aplicaciones en el 2011, Vargas ha figurado como su coordinador. Del 2009 al 2018 ha impulsado 17 proyectos de investigación en plasmas y sus aplicaciones en Costa Rica en campos como fusión, usos de plasma en medicina, agricultura e industria. En diciembre del 2013 logra que la Universidad de Wisconsin-Madison de EE.UU done al Tecnológico de Costa Rica el Tokamak Esférico llamado MEDUSA (Madison Education Small Aspect ratio Costa Rica) lo cual convierte a la universidad para la que trabaja en una de las pocas en el mundo en tener, simultáneamente, un Stellarator y un tokamak esférico.
Gracias a su perseverancia, liderazgo y esfuerzo ha consolidado su grupo de investigación llegando hoy en día a ser reconocido dentro de la comunidad científica internacional en plasmas y fusión, así como ha logrado posicionar a Costa Rica como un referente en Latinoamérica en este campo de investigación.
Del 20 al 31 de enero de 2014 organizó en Costa Rica tres conferencias internacionales sobre física de plasmas y fusión nuclear, y una Escuela de Física de Plasmas. Vargas es representante de Costa Rica ante el Comité Científico Internacional de la Conferencia Latinoamérica de Física de Plasmas y de la Conferencia del Organismo Internacional de Energía Atómica sobre investigación en dispositivos pequeños de fusión nuclear. Ha participado como consultor del Organismo Internacional de Energía Atómica en el tema de investigación en dispositivos pequeños de fusión nuclear y es miembro de la Sociedad Americana de Física (APS) así como de la Sociedad de Ciencias de Plasmas y Nucleares de IEEE (NPSS).

### Docencia universitaria
Debido a su interés en formar las nuevas generaciones de científicos en el campo de plasmas y fusión, Vargas ha impartido por más de ocho años el curso “Física de Plasmas y sus Aplicaciones I” en el Tecnológico de Costa Rica. Este es un curso que trata los temas de introducción a la física de plasmas, partículas cargadas en campos magnéticos y eléctricos, plasma como fluidos, ondas en plasmas, colisiones, conductividad y difusión, y tipos de descargas. Hasta 2018 se han matriculado en este curso cerca de 200 estudiantes universitarios. En 2018 impartió el segundo curso “Física de Plasmas para Ingeniería II” cuyos temas son: generación de plasma, introducción a los diagnósticos de plasmas, física de plasmas computacional, plasmas para fusión nuclear, y tratamiento de superficies por plasma. Vargas también es profesor de cursos de física general y laboratorios de física general en la Escuela de Física del TEC.

## Trabajo científico
El aporte científico y tecnológico de Vargas se ha centrado en la física e ingeniería de Stellarators. En física ha aportado en la caracterización y comprensión del transporte térmico y de partículas en dispositivos de confinamiento magnético helicoidales. En ingeniería, lideró el diseño, construcción e implementación del primer Stellarator en Latinoamérica lo que convierte a Costa Rica en uno de los ocho países en el mundo en tener esta tecnología para investigación en fusión nuclear. Adicionalmente, desde 2016 lidera la implementación del dispositivo de confinamiento magnético de tipo Tokamak Esférico llamado MEDUSA-CR (Madison Education Small Aspect ratio de Costa Rica) en el Tecnológico de Costa Rica. De igual manera, ha participado como coautor en artículos científicos en uso de plasma en medicina, agricultura e industria.

## Primera descarga de plasma en un Stellarator en Latinoamérica

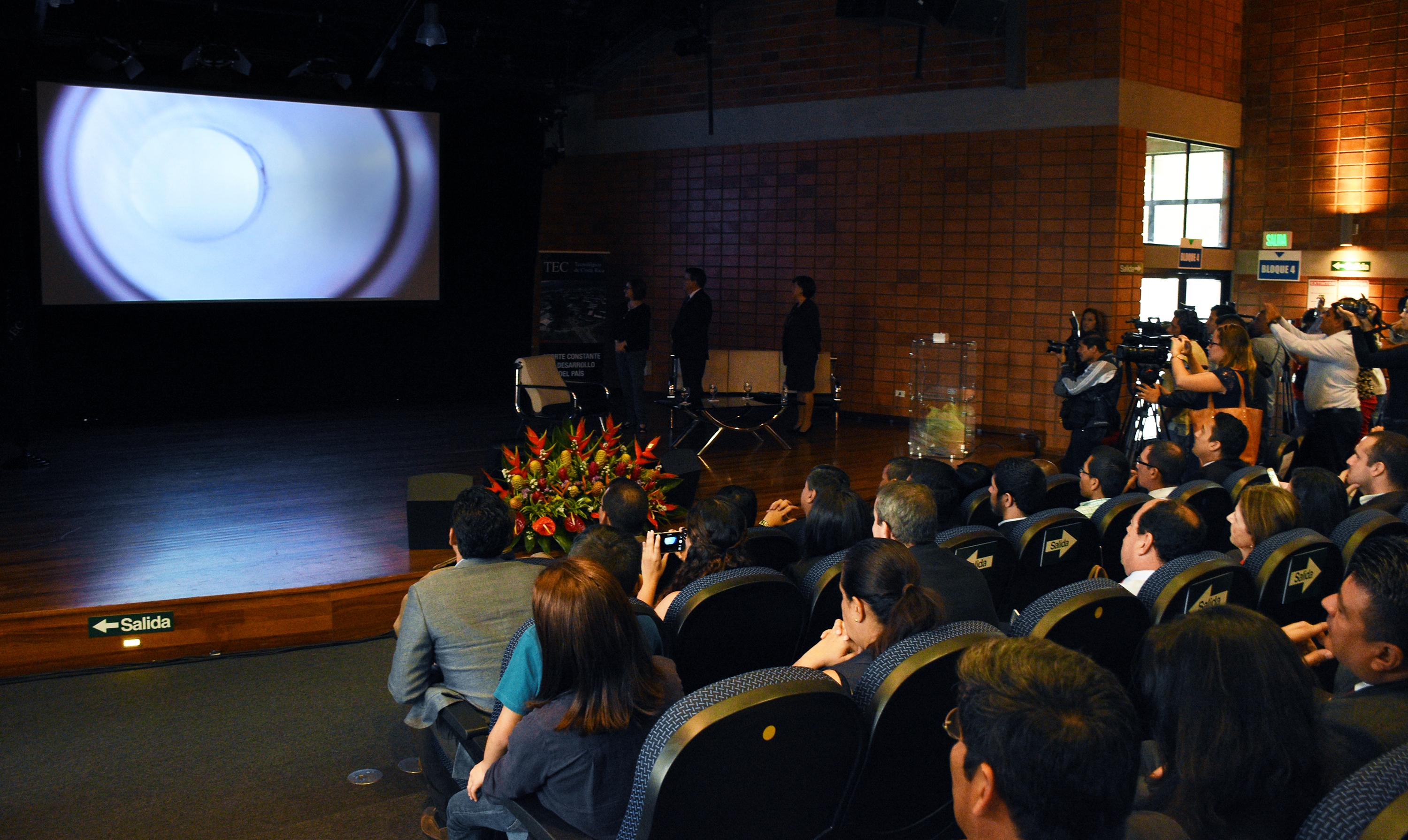
Auditorio del ITCR durante el evento de la Primera descarga de plasma en un Stellarator en Latinoamérica. Foto Ruth Garita, OCM-TEC.

El 29 de junio de 2016, Vargas y su equipo de investigadores marcaron un hito científico y tecnológico en Costa Rica al poner en funcionamiento después de seis años de diseño, construcción e implementación el primer dispositivo de confinamiento magnético de plasma de alta temperatura de tipo Stellarator en Latinoamérica, convirtiendo a Costa Rica en uno de los ocho países en el mundo en tener esta tecnología para investigación en fusión nuclear. El evento fue transmitido en vivo vía el canal de YouTube del Tecnológico de Costa Rica. De acuerdo a la Oficina de Comunicación y Mercadeo del TEC, en su Informe de publicity, se estima que el número de personas que pudieron seguir la noticia fue de 3 437 754. La ceremonia incluyó mensajes de felicitación grabados de Stewart Prager, director de Princeton Plasma Physics Lab (PPPL); Michael Zarnstorff, subdirector de investigación de PPPL; Hutch Neilson, jefe de proyectos avanzados de PPPL; y David Gates, líder de física de Stellarators de PPPL. Además del mensaje de felicitación de Robert Wolf, Presidente del Comité Ejecutivo de Stellarator-Heliotron perteneciente al Programa de Colaboración Tecnológica en el Concepto Stellarator-Heliotron de la Agencia Internacional de Energía. El hito tuvo una amplia difusión en la prensa nacional e internacional como por ejemplo en CNN en español, y Scientific American, además de centros de investigación como Max Planck Institute for Plasma Physics en Alemania y PPPL en EE. UU.

## Vida personal

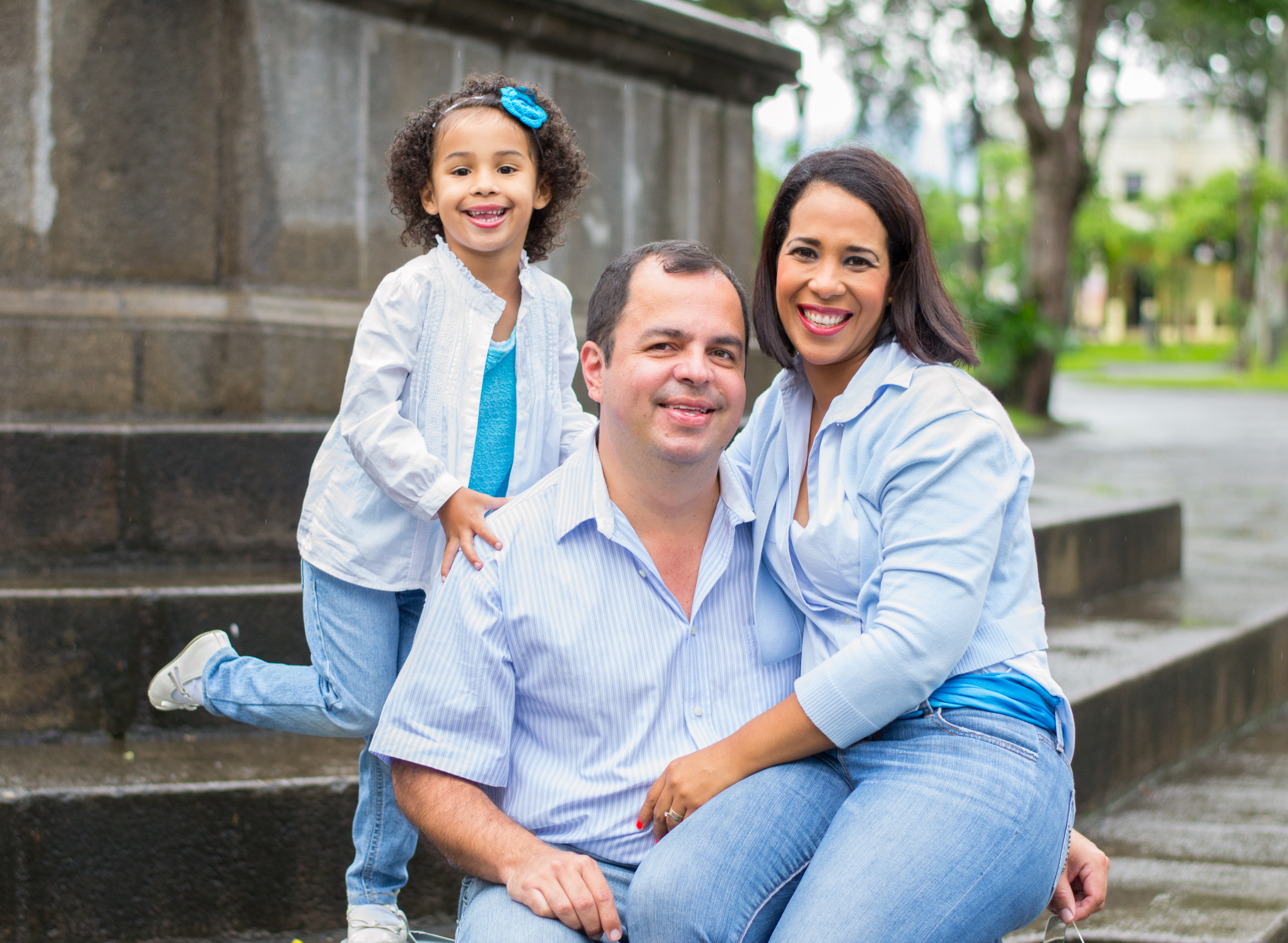
Yoslaidy, Ivanna e Iván.

El 12 de julio de 2008, justo 16 días después de haber defendido su tesis de doctorado, Vargas se casa con Yoslaidy Rivera Peña, licenciada en Administración de Empresas y de nacionalidad dominicana, a quien conoció en Madrid, España durante su etapa de estudios. Ellos tienen una hija llamada Ivanna Vargas Rivera que nació en Costa Rica en el 2010. Vargas es un entusiasta lector de artículos de divulgación científica y documentales de ciencia. Es un amante de los bailes latinos como salsa, merengue y cumbia. Durante dos años tomó clases de baile en una escuela.

## Algunos premios y reconocimientos
El 11 de agosto del 2016 la Asamblea Legislativa de la República de Costa Rica le rindió un reconocimiento por haber liderado el diseño, construcción e implementación del primer dispositivo de confinamiento magnético de plasma de alta temperatura de tipo Stellarator en Latinoamérica, lo cual convierte a Costa Rica en uno de los ocho países en el mundo en tener esta tecnología para investigación en fusión nuclear. De igual manera el 25 de agosto de 2016 la Municipalidad de Cartago en su sesión extraordinaria 26-2016 del Concejo Municipal y el 8 de diciembre de 2018 la Cámara de Comercio, Industria, Turismo y Servicios de Cartago le rindieron homenaje por ese hito científico en el país.

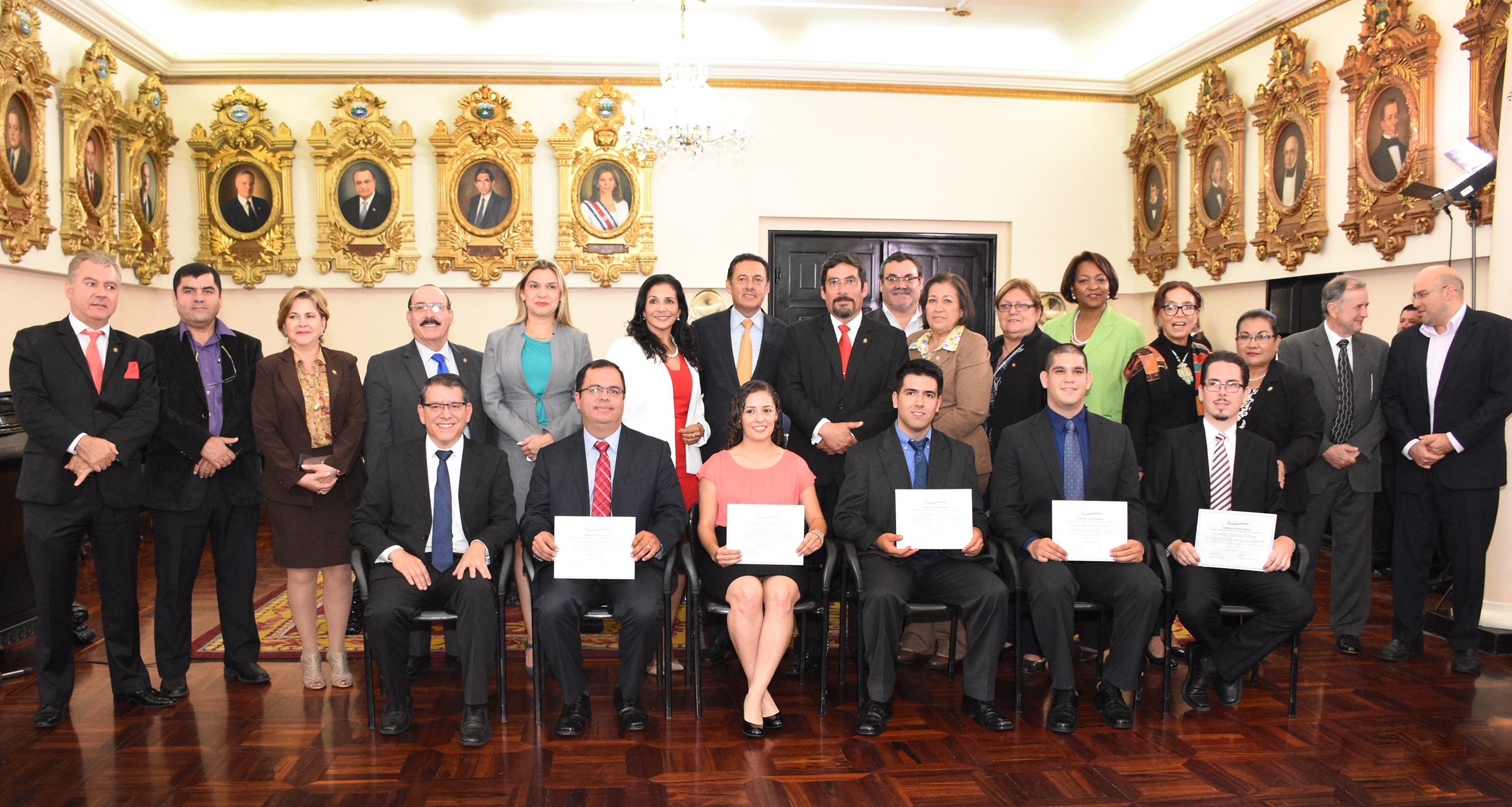
Reconocimiento de la Asamblea Legislativa de la República de Costa Rica. Foto Ruth Garita, OCM-TEC.

El 30 de noviembre de 2016 el Gobierno de Costa Rica le entregó el Premio Nacional de Ciencia y de Tecnología Clodomiro Picado Twight. Ese mismo año el periódico La Nación de Costa Rica lo eligió como uno de los “Personajes Noticiosos del Año”, que se publicó el 4 de diciembre de 2016 en la Revista Dominical.

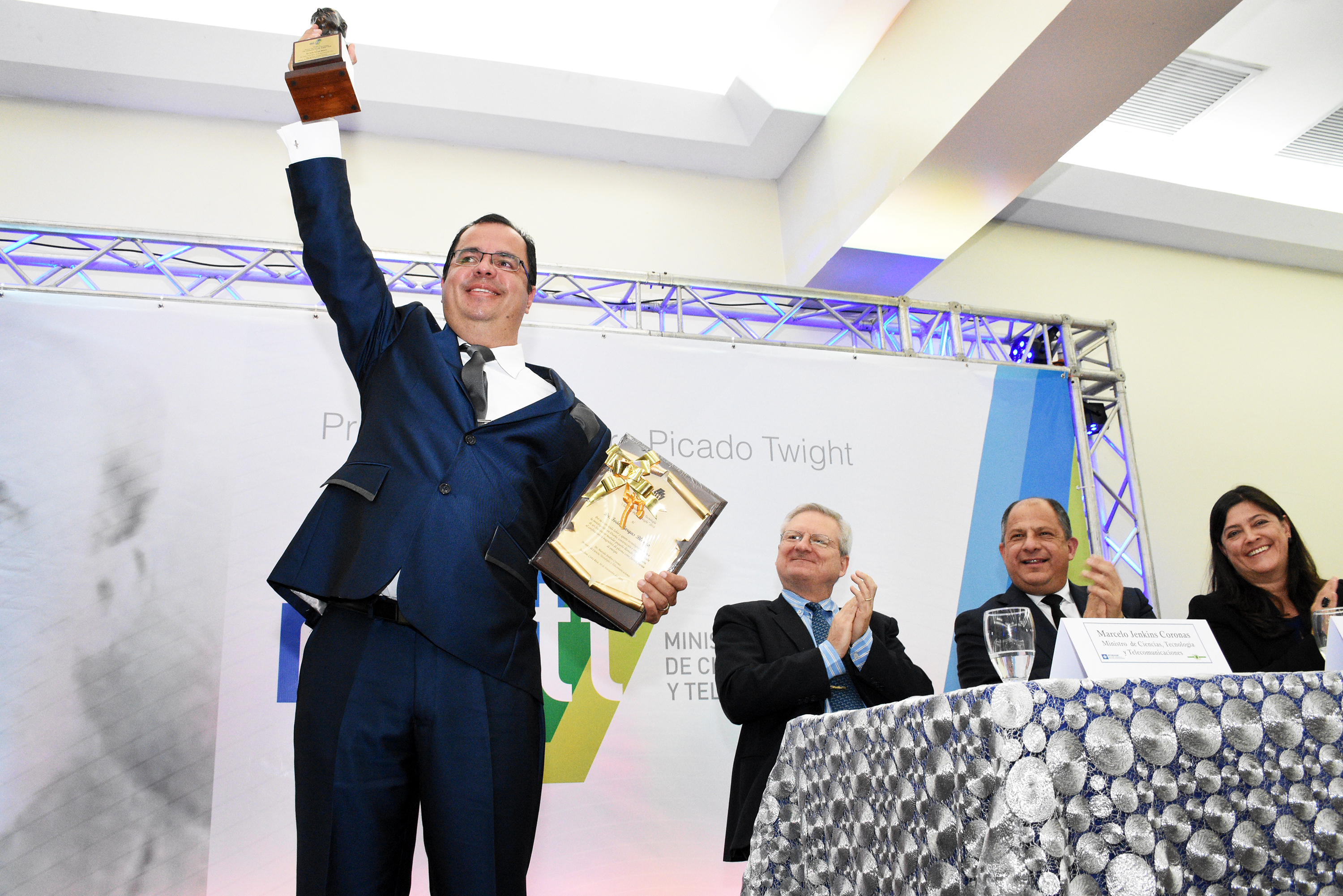
Entrega del Premio Nacional de Ciencia y de Tecnología Clodomiro Picado Twight. Foto Ruth Garita, OCM-TEC.

El 27 de noviembre de 2017 fue elegido por el OIEA como uno de los 28 científicos a nivel mundial y único representante de Latinoamérica para integrar el Comité del Programa de la Conferencia de Energía de Fusión. Esto es la conferencia más importante del mundo en plasmas para fusión nuclear auspiciada por el OIEA.
El 4 de junio de 2018, el director general del Organismo Internacional de Energía Atómica (OIEA), Yukiya Amano,  lo nombró miembro del Consejo Internacional de Investigación en Fusión (IFRC por sus siglas en inglés), para trabajar activamente en el desarrollo de la cooperación internacional en investigación de la fusión nuclear controlada y sus aplicaciones, así como asesorar a la OIEA sobre las actividades del programa de investigación y tecnología de fusión nuclear. El 26 de octubre el Colegio Internacional Canadiense le entrega el premio “Lámpara Dorada” en el área de ciencias por su destacada labor como científico. Finalmente, en octubre de 2018 la Promotora del Comercio Exterior de Costa Rica (Procomer) lo eligió como uno de los embajadores de la Marca País “Esencial Costa Rica”.

## Apariciones en medios
Como científico Vargas ha aparecido en radio, televisión, prensa escrita y otros medios de comunicación en Costa Rica. Ha participado de entrevistas o reportajes sobre las actividades de investigación que realiza. Algunos de estos medios han sido: Teletica Radio, espacio de entrevistas Diálogos del Periódico La Nación, Canal 13, Canal 7 (Telenoticias y Teletica.com), Canal 6 (Noticias Repretel), Canal 11 (NC Once), TeleSur y Canal UCR (Espectro) entre otros.
En el 2008, la periodista costarricense Ana Madrigal Castro ganó el Premio de Periodismo en Ciencia, Tecnología e Innovación que entrega el CONICIT con el fin de promover la divulgación de la investigación científica. Madrigal Castro presentó para ese premio una entrevista que le realizó a Vargas en ese mismo año. De igual manera en el 2017 la periodista Andrea Solano ganó una Mención Honorífica del Premio de Periodismo en Ciencia, Tecnología e Innovación que entrega el CONICIT por su trabajo "El niño de pueblo que se convirtió en científico" (elaborado mientras trabajaba para el Diario La Nación) en el cual hace una reseña sobre la vida del científico Iván Vargas Blanco. En noviembre de 2018, Vargas fue parte de la campaña publicitaría de la Marca País “Esencial Costa Rica” de la Promotora del Comercio Exterior de Costa Rica (Procomer).